# 穆杰洛赛道
穆杰洛赛道（Autodromo Internazionale del Mugello）是一条位于意大利托斯卡纳大区斯卡尔佩里亚和圣皮耶罗的赛道，賽道總長為5.245公里（約3.259英里），擁有15個彎道和一條長達1.141公里（約0.709英里）的長直道。赛道建设于1973年并在1974年开放，赛道的观众席能容纳5万人。
世界摩托车锦标赛固定每年在此舉辦賽事，包含MotoGP、Moto2及Moto3；德國房車大師賽在2006年到2008年三年間，也有在此舉辦賽事。这条赛道的所有权属于法拉利车队，用于一级方程式赛车的测试。